# Liptovská Kokava
Liptovská Kokava es un municipio del distrito de Liptovský Mikuláš en la región de Žilina, Eslovaquia, con una población estimada a final del año 2024 de 882 habitantes.
Se encuentra ubicado al sureste de la región, cerca del curso alto del río Váh (cuenca hidrográfica del Danubio), de los montes Tatras y de la frontera con Polonia y las regiones de Prešov y Banská Bystrica.

## Demografía
| Año        | 1994 | 2004     | 2014    | 2024    |
| ---------- | ---- | -------- | ------- | ------- |
| Población  | 1175 | 1054     | 959     | 882     |
| Diferencia |      | −10,29 % | −9,01 % | −8,02 % |

| Año        | 2023 | 2024    |
| ---------- | ---- | ------- |
| Población  | 901  | 882     |
| Diferencia |      | −2,10 % |